# Culture du Yémen

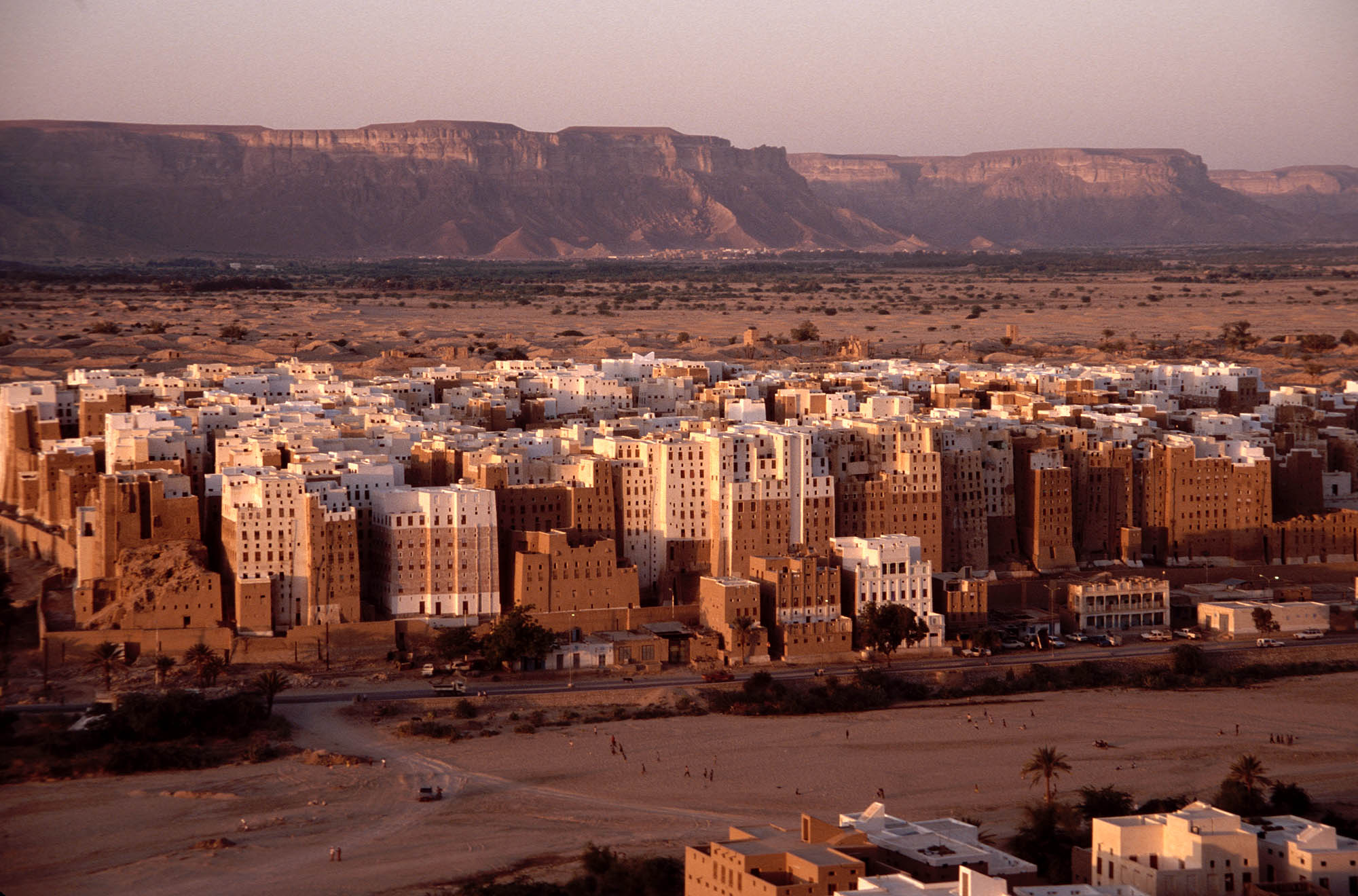
Architecture verticale à Shibam

Les langues sémitiques, origine géographique et nombre de locuteurs

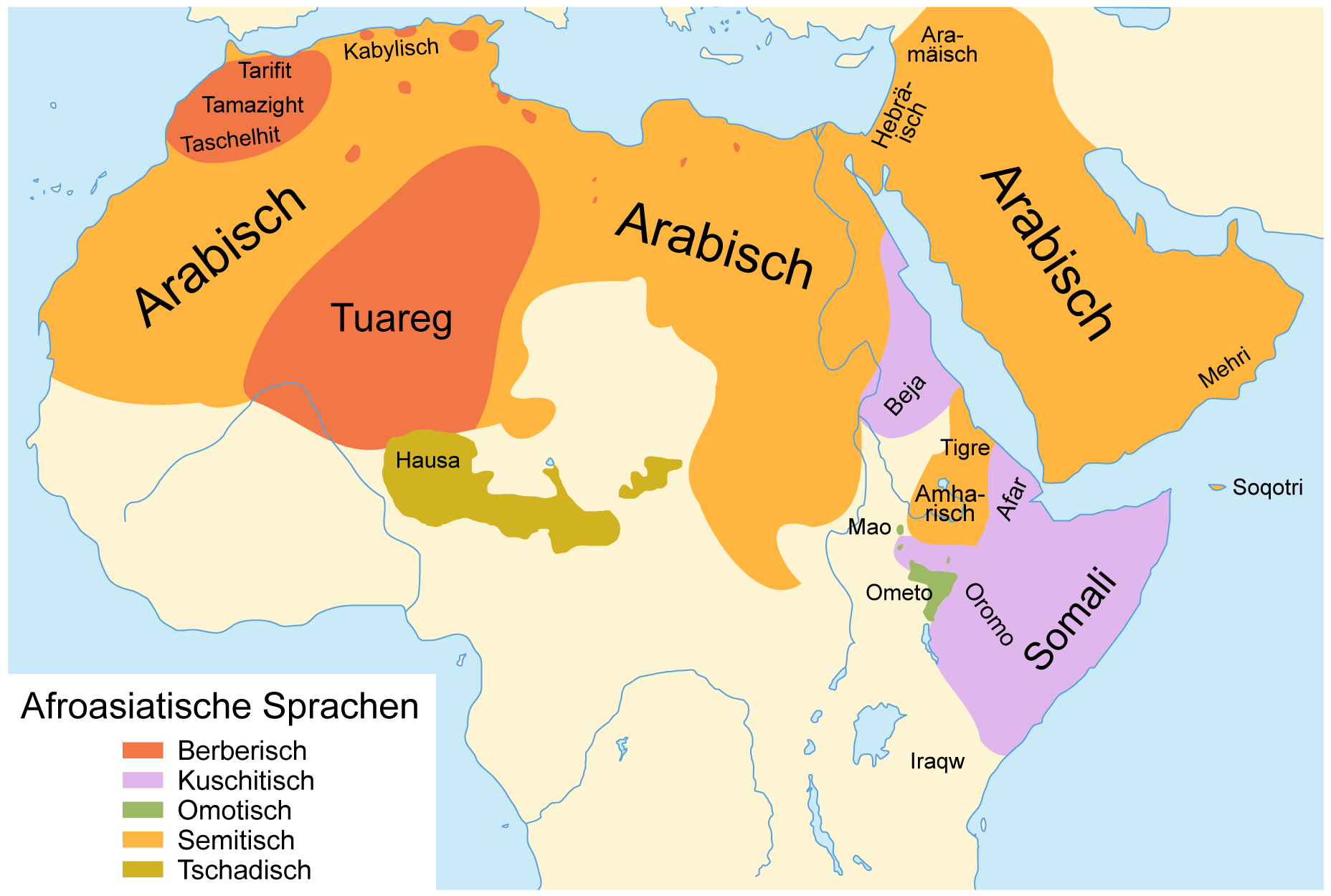
Langues couchitiques en violet

La culture du Yémen, vaste pays du sud de la péninsule arabique, désigne d'abord les pratiques culturelles observables de ses habitants (34 millions vers 2023, 8 vers 1980, pour 2,5 vers 1900).

## Langues et peuples
- Langues au Yémen, Catégorie:Langue au Yémen, Langues sudarabiques modernes
  - Arabe yéménite, Ta'izzi-Adeni Arabic (en), Mehri, Shehri, Hobyot, Somali, Baloutche...
- Démographie du Yémen
- Groupes ethniques du Yémen
- Yemeni diaspora (en)
- Immigration to Yemen (en)
  - Pakistanis in Yemen (en), Turks in Yemen (en)

## Traditions

### Religion
- Religion au Yémen, Catégorie:Religion au Yémen
- Bouddhisme dans le monde, Christianisme par pays, Nombre de musulmans par pays, Nombre de Juifs par pays, Irréligion
- Islam au Yémen (99 %), Zaydisme,Chaféisme, Sunnisme (<70 %), Chiisme (<40 %)
- Christianisme au Yémen, Livre des Himyarites, (les croyants de Najran, Tihama, Ma'reb, Socotra, répertoriés en 1539, ont disparu), (<1 %) (<3 000 en 2010, principalement résidents temporaires ou réfugiés)
- Histoire des Juifs au Yémen (150 000 en 1929, <200 en 2015)
- Hindouisme au Yémen (en) (150 000 hindouistes en 2010, 200 000 en 2020, estimations)
- Liberté de religion au Yémen (en)
- Irréligion au Yémen
- Religions au Moyen-Orient

### Symboles
- Armoiries du Yémen, Drapeau du Yémen
- République unie, hymne national du Yémen

### Mythologie
- Reine de Saba, Royaume de Saba

## Famille

### Mariage
- Femmes au Yémen (en)
- Women's Forum for Research and Training (en)
- Polygamie au Yémen (en)
- Prostitution au Yémen

### Éducation
- Education in Yemen (en)
- List of universities in Yemen (en)
- Education in the Middle East and North Africa (en)

### Droit
- Droits de l'homme au Yémen
- Peine de mort au Yémen (en)
- Prostitution au Yémen
- Droits LGBT au Yémen, LGBT au Moyen-Orient (en)
- Human trafficking in Yemen (en)
- Esclavage au Yémen (en)
- Human rights violations during the Yemeni Civil War (2015-present) (en)
- Sur le site d'Amnesty International

### État
- Batailles impliquant le Yémen depuis 2000
- Liste de guerres impliquant le Yémen (depuis 1934) (en)
- Insurrection houthiste au Yémen depuis 2004

## Société

### Jours fériés
| Date                                                        | Nom français                          | Nom local              | Remarques                                                       |
| ----------------------------------------------------------- | ------------------------------------- | ---------------------- | --------------------------------------------------------------- |
| 1er janvier                                                 | Nouvel an                             |                        |                                                                 |
| 22 mai                                                      | Jour de l'unité nationale             |                        | Célébration de l'unification du Yémen                           |
| 26 septembre                                                | Anniversaire de la révolution de 1963 |                        |                                                                 |
| 14 octobre                                                  | Fête nationale                        |                        |                                                                 |
| 30 novembre                                                 | Jour de l'indépendance                |                        |                                                                 |
| Dates suivant le calendrier lunaire du calendrier islamique |                                       |                        |                                                                 |
| 10 Dhou al Hijja                                            | Aïd el-Kebir                          | Aïd el-Adha            | Fête du Sacrifice                                               |
| 1 Chawwal                                                   | Aïd el-Fitr                           |                        | Fête de Rupture du Jeûne                                        |
| 1 Mouharram                                                 | Moharem                               |                        | Nouvel an lunaire                                               |
| 10 Mouharram                                                | 10 Moharem                            |                        | Mort de Hussein (petit-fils de Mahomet) à Kerbala               |
| 27 Rajab                                                    | Miraj                                 | El Isra wal Miraj      | Voyage nocturne de Mahomet à Jérusalem et son ascension céleste |
| 12 Rabia al Awal                                            | Mawlid                                | Mawlid Ennabawi Cherif | Naissance de Mahomet                                            |

## Arts de la table

### Cuisine(s)

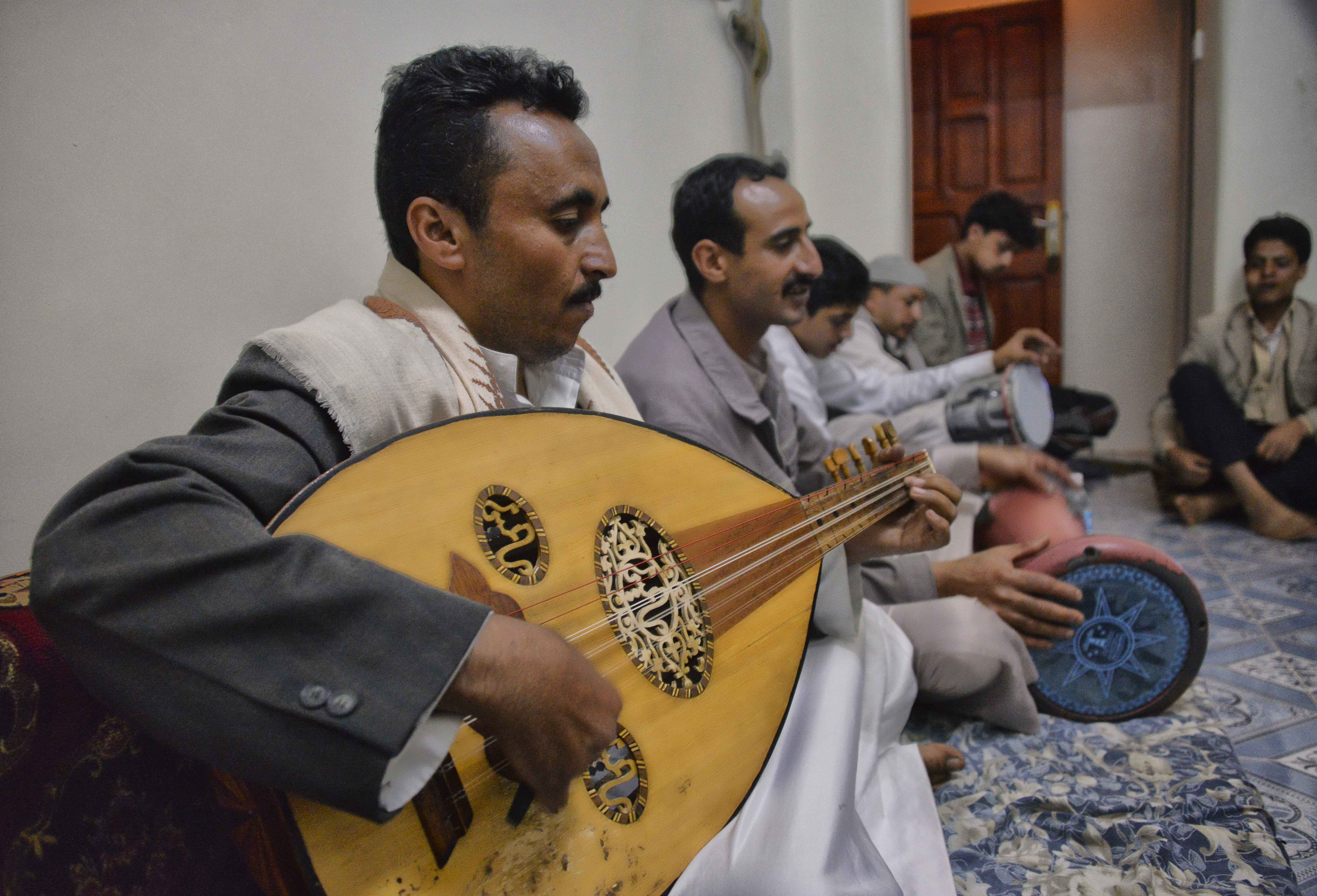
Joueur d'oud et percussionnistes

- Cuisine du Yémen
- Catégorie:Cuisine yéménite
- Cuisine arabe
- Cuisine du Moyen-Orient

### Boisson(s)
- Shahi Haleeb, Thé noir, Qishr, café arabe, Naqe'e Al Zabib

## Santé
- Santé, Santé publique,Protection sociale
- Santé au Yémen (en)
- Catégorie:Santé au Yémen
- Khat
- Accès à l'eau potable au Yémen (en)

### Sports
- Sport au Yémen, Sport au Yémen (rubriques)
- Sportifs yéménites
- Yémen aux Jeux olympiques
- Yémen aux Jeux paralympiques, Jeux paralympiques,
- Jeux du Commonwealth
- Football in Yemen (en)

### Arts martiaux
- Arts martiaux au Yémen, voir la catégorie Martial arts in Yemen
- Wushu (sport)
- Liste des arts martiaux et sports de combat

## Littérature(s)
- Littérature yéménite
- Écrivains yéménites

### Littérature contemporaine
- Sana Uqba, poète

## Média
- Média au Yémen, Média au Yémen (rubriques)
- Catégorie:Journaliste yéménite
- Liberté de la presse[1]

### Presse
- Presse écrite au Yémen (rubriques)
- Liste de journaux au Yémen (en)

### Radio
- Radio in Yemen (en)

### Télévision
- Télévision au Yémen (rubriques), Television in Yemen (en)

### Internet (.ye)
- Internet au Yémen (en)
- Telecommunications in Yemen (en)
- Blogueurs yéménites
- Presse en ligne[2],[3],[4]

## Artisanat
- Arts appliqués, Arts décoratifs, Arts mineurs, Artisanat d'art, Artisan(s), Trésor humain vivant, Maître d'art
- Artisanats par pays
- Artistes par pays

Les savoir-faire liés à l’artisanat traditionnel relèvent (pour partie) du patrimoine culturel immatériel de l'humanité. On parle désormais de trésor humain vivant.
Mais une grande partie des techniques artisanales ont régressé, ou disparu, dès le début de la colonisation, et plus encore avec la globalisation, sans qu'elles aient été suffisamment recensées et documentées.

### Textiles, cuir, papier
- Textile traditionnel yéménite[5],[6],[7]
- Tissus ikatés[8]
- Vêtement traditionnel féminin[9]
  - Hanne Schönig, Le corps et les rites de passage chez les femmes du Yémen (2006)[10]
- Vêtement traditionnel masculin[11],[12]

### Poterie, céramique, faïence
- Jeanne Bonnefoy-Mercuriali, La poterie contemporaine au Yémen : un artisanat indigne d’intérêt ? (2010)[13]

## Arts visuels
- Art au Yémen
- Saba Jallas[14]
- Art de rue au Yémen[15],[16],[17], Murad Subay

### Arts anciens
- Patrimoine yéménite, Yemenite Heritage[18]
- Sculpture ancienne[19]

### Dessin
- Dessinateurs yéménites

### Peinture
- Peintres yéménites

### Sculpture
- Sculpteurs yéménites

### Architecture
L'architecture yéménite a fait l'objet de plusieurs livres.
- Architecte yéménite (rubriques)
- Urbanisme au Yémen (rubriques)
- Lucien Golvin, Quelques aspects de l’architecture domestique en République Arabe du Yémen[20]

### Photographie
- Photographes yéménites
- Bushra Almutawakel[21]

## Arts de scène
- Spectacle vivant, Performance, Art sonore

### Musique(s)
- Musique yéménite
- Musique yéménite (rubriques)
- Musiciens yéménites
- Chanteurs yéménites
- Chants juifs yéménites : Galbi, Im Nin'alu
- Chants soufis : confrérie Ibn Alwan[22]

### Danse(s)
- Danse au Yémen
- Liste de danses
- Danseurs yéménites
- Chorégraphes yéménites

### Théâtre
- Dramaturges yéménites
- Théâtre au Yémen (en)
- Théâtre d'intervention[23]

### Autres: marionnettes, mime, pantomime, prestidigitation
- Arts de la rue, Arts forains, Cirque,Théâtre de rue, Spectacle de rue,
- Marionnette, Arts pluridisciplinaires, Performance (art)…

### Cinéma
- Cinéma yéménite
- Réalisateurs yéménites, Scénaristes yéménites
  - Sara Ishaq (en) (1984-), Khadija al-Salami (1966-), Bader Ben Hirsi (en) (1968-)
- Acteurs yéménites, Actrices yéménites
- Films yéménites

## Tourisme
- Tourisme au Yémen (en)[24]
- Sites archéologiques au Yémen
- Yémen à voir[25]
- Conseils aux voyageurs pour le Yemen :
  - France Diplomatie.gouv.fr
  - Canada international.gc.ca
  - CG Suisse eda.admin.ch
  - USA US travel.state.gov

## Patrimoine

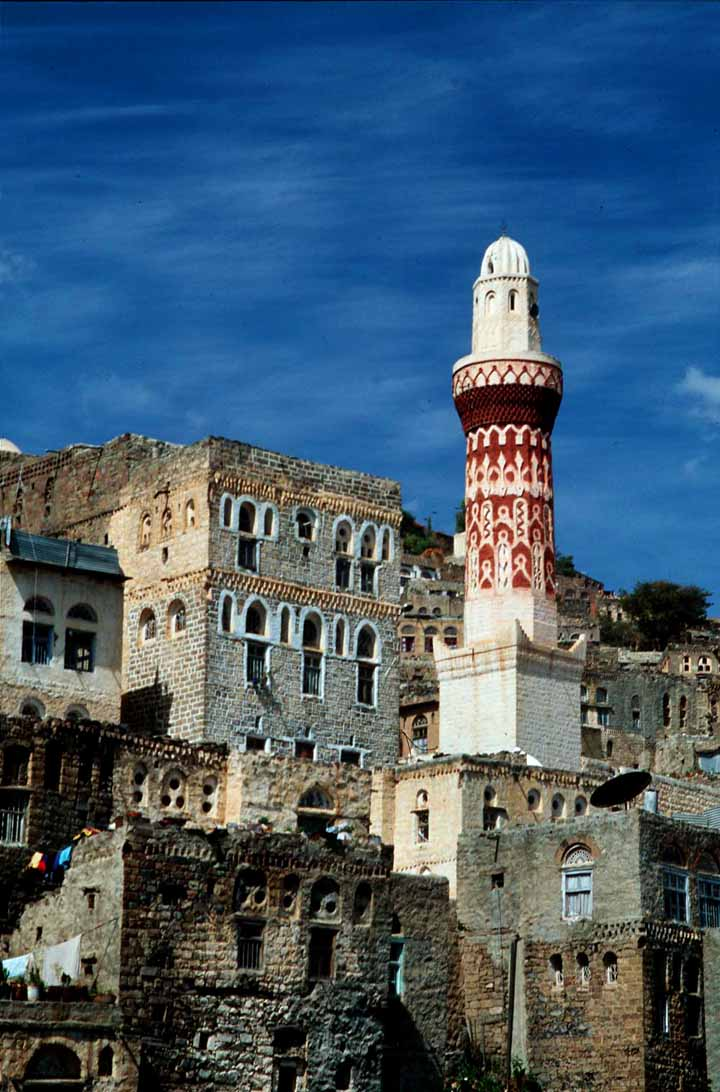
Mosquée de Jibla (gouvernorat d'Ibb)

- Manuscrits de Sanaa

### Musées
- House of Folklore
- National Museum of Yemen
- Yemen Military Museum

### Liste du Patrimoine mondial
Le programme Patrimoine mondial (UNESCO, 1971) a inscrit dans sa liste du Patrimoine mondial (au 12/01/2016) : Liste du patrimoine mondial au Yémen, dont
- Sites naturels :
  - Archipel de Socotra (2008)
- Sites culturels :
  - Ancienne ville de Shibam et son mur d'enceinte (1982)
  - Vieille ville de Sana'a (1986)
  - Ville historique de Zabid (1993, en péril)

### Liste représentative du patrimoine culturel immatériel de l’humanité
Le programme Patrimoine culturel immatériel (UNESCO, 2003) a inscrit dans sa liste représentative du patrimoine culturel immatériel de l’humanité (au 12/01/2016) :
- 2008 : Les chants de Sanaa[26]

### Filmographie
- Yemen, le temps du sacré, film de Layth Abdulamir, Zarafa films, ADAV, 2000, 52 min (DVD)
- The Architecture of Mud, film de Caterina Borelli, Documentary Educational Resources, Watertown, 2004, 52 min (DVD)
- Yemen, le cri des femmes, film de Manon Loizeau, Doc &Film, ADAV, Paris, 2013, 52 min (DVD)